# Mézières-en-Santerre
Mézières-en-Santerre – miejscowość i gmina we Francji, w regionie Hauts-de-France, w departamencie Somma.
Według danych na rok 1990 gminę zamieszkiwały 453 osoby, a gęstość zaludnienia wynosiła 42 osoby/km² (wśród 2293 gmin Pikardii Mézières-en-Santerre plasuje się na 571. miejscu pod względem liczby ludności, natomiast pod względem powierzchni na miejscu 398.).